# 지그프리드 앤 로이 (영화)
지그프리드 앤 로이(Siegfried & Roy: The Magic Box)는 미국에서 제작된 브렛 레너드 감독의 1999년 다큐멘터리 영화이다. 안소니 홉킨스 등이 주연으로 출연하였고 마이클 루이스 등이 제작에 참여하였다.

## 출연

### 주연
- 안소니 홉킨스
- 시그프리드 피슈바처
- 스티브 톰

## 제작진
- 공동제작: 지니 데이어네니
- 미술: 스티븐 서크만
- 배역: 린제이 창